# Vossloh G 2000
De diesellocomotievenserie G2000 wordt sinds het jaar 2000 bij Vossloh in Kiel gebouwd. Deze locomotieven met een dieselhydraulische overbrenging hebben een vermogen van maximaal 2700 kW en een maximumsnelheid van 140 km/h.
De locomotief is toegelaten op de spoorwegnetten van Duitsland, Italië, Nederland, België, Frankrijk, Zweden, Denemarken en Polen.
Er zijn in totaal vijf varianten:
- G2000(-1) BB: asymmetrische cabine, 2240 kW
- G2000-2 BB: symmetrische cabine, 2240 kW, voor Italië
- G2000-3 BB: symmetrische cabine, 2240 kW, voor Duitsland
- G2000-4 BB: symmetrische cabine, 2700 kW
- G2000-5 BB: symmetrische cabine, 2700 kW, voor Scandinavië

In Nederland worden ze door de vervoerders IRP, RRF, RFO, Bentheimer Eisenbahn en RTB Cargo gebruikt, in België in het verleden door Trainsport, Railtraxx, Fret SNCF en B-cargo (HLD 57). Verder worden ze gebruikt door bedrijven uit Frankrijk, Tsjechië, Duitsland, Italië en Spanje.

## Inzet in België

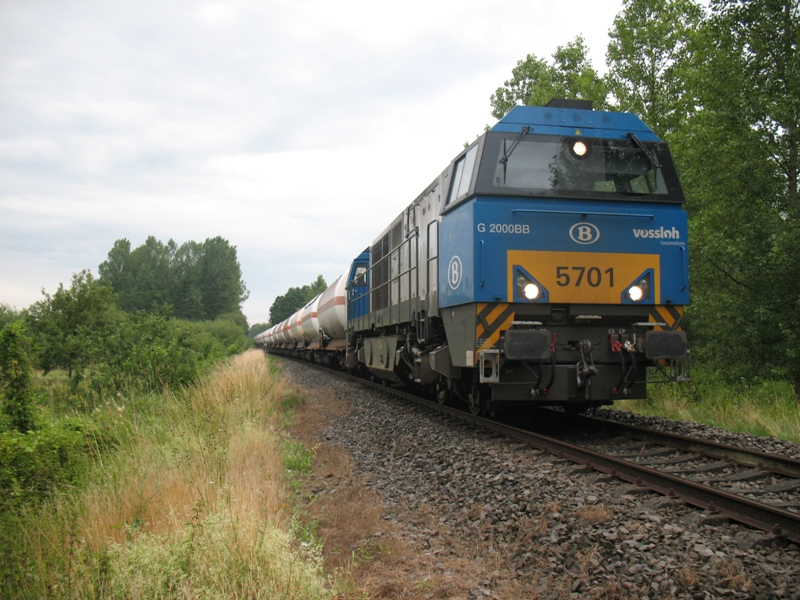
HLD 5701 op lijn 17 tussen Tessenderlo en Diest, met trein 42846 Tessenderlo (B) - Bully Grenay (F)

De Vossloh G 2000 was in België vooral bekend onder de naam HLD 57. De reeks, die aanvankelijk uit vijf locomotieven bestond (5701-5705) en in de loop van 2011-2012 zelfs uitgebreid werd tot negen locomotieven (5701-5709) was vanaf eind 2008 in dienst bij de NMBS. Ze werd er voornamelijk gebruikt voor het slepen van internationale goederentreinen voor rekening van goederenfiliaal B-cargo (sinds 2011 B-Logistics, het latere Lineas). Dagelijks, behalve op zondag, sleepte een locomotief van de reeks 57 treinen 48846 (Tessenderlo (B) - Bully Grenay (F)) en 48857 (Bully Grenay (F) - Tessenderlo (B)).
Vanaf 2008 werd reeks 57 steeds ingezet op de verbindingen Tessenderlo-Bully Grenay (F) en Antwerpen Angola - Port Bou.  NMBS-personeel bestuurde deze treinen tot in Valenton, nabij Paris.  In 2010 namen de nieuwe elektrische locomotieven van reeks 29 (Bombardier Traxx) de diensten naar Port Bou volledig over.  Vanaf dan werd een 57 nog slechts heel uitzonderlijk eens gebruikt op deze verbinding.
In 2010 kregen de locomotieven van reeks 57 echter een bijkomende taak: het slepen van de glucosetreinen 49804-49807 Aalst-Nesle Somme (F), alsook de graantreinen vanuit Saleux, Ailly-sur-Noie en Poix de Picardie naar Aalst.  Daarnaast werd vaak beroep gedaan op een 57 voor diverse andere goederentreinen.  Daarbij hoorden nog steeds de occasionele bedieningen van Lille Port Fluvial (F) (nabij Lille Délivrance) en de bediening van de aansluiting van koperfabriek "Nexans" te Loison bij Lens (F).  Door hun veelzijdige inzetbaarheid kwamen ze ook vaak in actie voor diverse extra goederentreinen.  Dat zorgde ervoor dat reeks 57 op vele plaatsen werd gespot, waaronder zelfs Zeebrugge en Calais Fréthun.
In januari 2011 werd de NMBS-reeks 57 uitgebreid met twee locomotieven, die de nummers 5706 en 5707 kregen. Ze waren voordien in dienst bij ECR.  Nadien volgden ook nog de 5708 en 5709, eveneens afkomstig van ECR, maar per december 2012 werden de vier bijkomende locs terug overbodig en bleven dus nog slechts de oorspronkelijke vijf machines over.
De locomotieven van deze reeks waren geen eigendom van de NMBS, maar werden gehuurd bij Angel Trains en droegen niet allemaal dezelfde kleurstelling. De 5701 en 5705 hadden blauwe stuurcabines, de 5702, 5703 en 5704 groene. De 5706, 5707, 5708 en 5709 waren afkomstig van ECR en bleven ook tijdens hun periode bij de NMBS steeds volledig grijs geschilderd, met een gele zone op de fronten.
Inmiddels behoort reeks 57 in België tot de spoorweggeschiedenis.  Gedurende hun korte loopbaan zorgden de locomotieven meer dan eens voor kopzorgen, bijvoorbeeld door de lange opstarttijd tijdens de wintermaanden en enkele zware defecten aan de dieselmotoren.  Uiteindelijk werd de genadeslag toegediend door een beslissing van netbeheerder Infrabel, om vanaf eind 2016 enkel nog materieel op het Belgische spoorwegnet toe te laten dat met de beveiligingssystemen TBL1+ en/of ETCS was uitgerust.  Aangezien reeks 57 over geen van beide systemen beschikte en de kosten voor ombouw hoog zouden oplopen, werd beslist om de locomotieven niet langer in te zetten.

## Inzet in Zweden
De Zweedse spoorwegonderneming Hector Rail zet sinds januari 2007 twee locomotieven van het type G2000-5 BB voor hout transport op de 121 km lange spoorlijn tussen Forsmo en Hoting in.

### Nummers Hector Rail
De locomotieven van Hector Rail zijn als volgt genummerd:
| Lijst van de 941 |             |             |                           |                    |
| Nummer           | Eigenaar    | Naam        | UIC nummer                | Opmerkingen        |
| 941 001-0        | Hector Rail | "Morricone" | 92 74 59 41 001-9 S-HCTOR | MaK nummer 1001454 |
| 941 002-8        | Hector Rail | "Leone"     | 92 74 59 41 002-7 S-HCTOR | MaK nummer 1001459 |

## Aantal
Van dit type zijn de volgende types gebouwd:
- G2000(-1) BB: 20
- G2000-2 BB: 30
- G2000-3 BB: 16
- G2000-4 BB: 1
- G2000-5 BB: 2

## Trivia
De G2000 met asymmetrische cabine wordt door het spoorwegpersoneel ook wel Smalbekkikker genoemd. De G2000 met symmetrische cabine heeft door het spoorwegpersoneel de bijnaam Breedbekkikker gekregen.

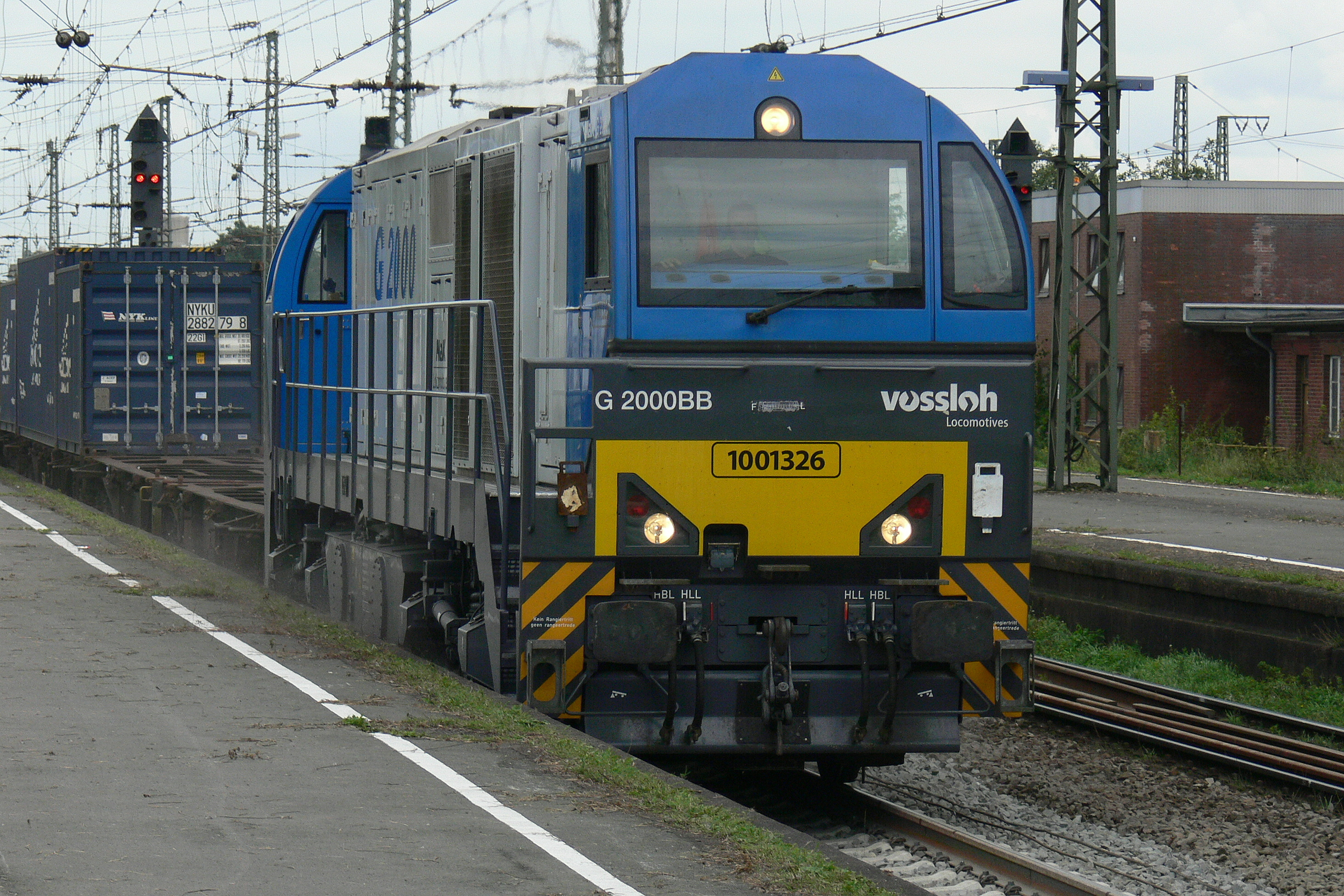
Angel Trains Cargo
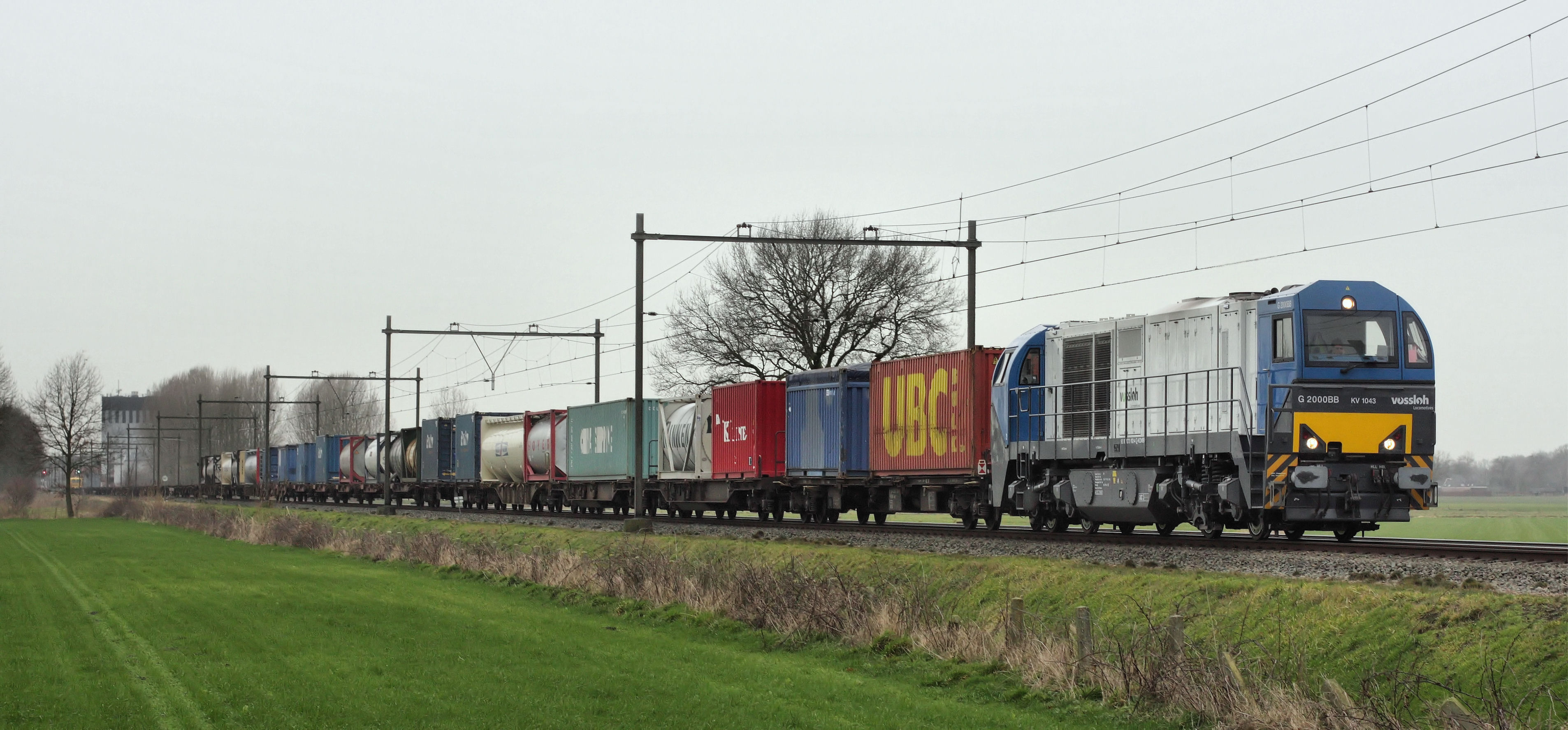
G2000 van Kombiverkehr in licentie van RRF